# Орест Македонский
Орест (др.-греч. Ορέστης, лат. Orestes; убит в 396 до н. э.) — македонский царь, правивший в 399—396 годах до н. э.

## Биография
Орест был сыном царя Архелая от Клеопатры, которая, вероятно, являлась вдовой царя Пердикки II. Когда Архелай погиб в результате заговора, Орест, ещё ребёнок, был провозглашён царём формально, а реально правил его опекун. Опекун Ореста, Аероп, вскоре убил его и сам захватил престол Македонии. Возможно, что Орест умер по естественным причинам.